# 로마리오 이바라
로마리오 안드레스 이바라 미나(스페인어: Romario Andrés Ibarra Mina, 1994년 9월 24일 ~ )는 에콰도르의 축구 선수로 현재 에콰도르 세리에 A의 인데펜디엔테 델 바예에서 윙어로 활약하고 있다.